# トヨックス
株式会社 トヨックス（TOYOX Co.,Ltd.）は、富山県黒部市に本社を置く、耐圧ビニールホースの製造販売をおこなう企業である。

## 会社概要
創業時の社名である「東洋化成」は、東洋一の会社を目指す思いに由来するという。
事業は耐圧ビニールホースの生産・企画・販売を中心とする。工業用ホースはシェア7割、かつ家庭用の散水ホースは5割と、業界トップである。
この他、輻射式健康冷暖房システムやOA機器、ソフトウェア等の企画・開発・販売もおこなっている。
2022年（令和4年）のニッポン新事業創出大賞のグローバル部門で特別賞を受賞。

## 沿革
- 1963年（昭和38年）11月 - 東洋化成として創業する[5]。
- 1969年（昭和44年）4月 - 株式会社東洋化成として法人化する[5]。
- 1975年（昭和50年）9月 - 旧自社工場で火災が発生[6]。
- 1983年（昭和58年）11月 - 現社名である株式会社トヨックスに改称する[5]。
- 1985年（昭和60年）7月 - 本社第一工場が竣工する[5]。
- 1989年（平成元年）8月 - 本社第二工場が竣工する[5]。
- 2012年（平成24年） - タイ工場を着工する[7]。

## 支店・営業所
東京、大阪、名古屋

## 関連企業
- トヨックスサービス[1]
- トヨックスソフトウェア[1]
- フィットトヨックス[1]